# Casaglione
Casaglione (kors. Casaglionu) – miejscowość i gmina we Francji, w regionie Korsyka, w departamencie Korsyka Południowa.
Według danych na rok 1990 gminę zamieszkiwały 292 osoby, a gęstość zaludnienia wynosiła 20 osób/km².